# Homoneura catatona
Homoneura catatona är en tvåvingeart som beskrevs av Kim 1994. Homoneura catatona ingår i släktet Homoneura och familjen lövflugor. Inga underarter finns listade i Catalogue of Life.